# Ruben (pleme)

Ruben  (heb. רְאוּבֵן, eng. Reuben) je ime izraelskog plemena, porijeklom od Rubena, Jakovljevog prvorođenog sina. Prema biblijskom izvještaju, Ruben postaje otac četvorice sinova, koji su se zvali Henok, Falu, Hesron, i Karmi, koji su bili začetnici četiriju klanova (Henokovci, Paluovci, Hesronci i Karmijevci). Taj izvještaj, međutim, potječe tek iz 4. stoljeća, a govori o događajima što su se zbili barem šest stoljeća ranije, pa su i svi ti podaci prilično upitni i pripadaju kasnijoj ideologiji.

## Etimologija
Ruben dolazi od hebrejske riječi ru(רְאוּ‎) što znači gledaj i ben(בֵּן‎) što znači sin.

## U biblijskim tekstovima
Za vrijeme Izlaska pleme je, prema Bibliji, imalo 46.500 muškaraca starijih od 20 godina (Br 1,20-21; 2,11), ali su zbog obožavanja kanaanskog boga Baalpeora bili kažnjeni, i broj im je smanjen na 43.700. U svakom slučaju, ovi su brojevi pretjerani i potječu iz znatno kasnijeg razdoblja. Za lutanja Izraelaca kroz pustinju, položaj Rubena bio je južno od „Šatora Saveza“. Pleme vodi Elisur sin Šedeurov. 
Rubenovci su prema tim istim izvještajima bili vlasnici velikog broja stoke, a Mojsije im je dozvolio da napasaju svoja stada na bogatoj i plodnoj zemlji na lijevoj obali Jordana, a oni su obećali pomoći u osvajanju zemalja zapadno od Jordana. Nakon osvajanja pleme Ruben udružilo se s jačim plemenom Gad i već u doba monarhije sasvim je asimilirano.
Plemena Ruben, Gad i istočni dio plemena Manaše imala su 44,760 vojnika, a u bici su se služili mačevima, štitovima i lukom i strijelama. I ovo je zapravo kasniji izvještaj, a opisano oružje pripada željeznom dobu, koje je ovdje tek na svojim počecima. Izraelci će stupiti u pravo željezno doba tek u vrijeme Salomona.

## Značaj plemena Ruben
Unatoč njegovoj ranoj asimilaciji, znanstvenici pretpostavljaju da je Rubenovo pleme ranije imalo osobitu važnost. To izvode iz činjenice da je njihov praotac, također Ruben, opisan kao Jakovljev prvorođenac, te ima prvo mjesto u različitim biblijskim rodoslovljima.
Biblija razlog za propast Rubena traži u moralnim prijestupima, kako praoca Rubena, tako i njegovih potomaka u doba Izlaska iz Egipta.

## Vanjske poveznice
- The Jealousy of Reuben  Arhivirana inačica izvorne stranice od 29. rujna 2007. (Wayback Machine)